# Hrabstwo Meigs (Ohio)
Hrabstwo Meigs (ang. Meigs County) – hrabstwo w stanie Ohio w Stanach Zjednoczonych. Obszar całkowity hrabstwa obejmuje powierzchnię 432,38 mil2 (1 119,86 km²). Według danych z 2010 r. hrabstwo miało 23 770 mieszkańców. Hrabstwo powstało 1 kwietnia 1819 roku i nosi imię Returna J. Meigsa Młodszego - czwartego gubernatora Ohio.

## Sąsiednie hrabstwa
- Hrabstwo Athens (północ)
- Hrabstwo Wood (Wirginia Zachodnia) (północny wschód)
- Hrabstwo Jackson (Wirginia Zachodnia) (wschód)
- Hrabstwo Mason (Wirginia Zachodnia) (południowy wschód)
- Hrabstwo Gallia (południowy zachód)
- Hrabstwo Vinton (zachód)

## Wioski
- Middleport
- Pomeroy
- Racine
- Rutland
- Syracuse
- Tuppers Plains (CDP)